# Сидоров, Вячеслав Степанович
Вячеслав Степанович Сидоров (17 февраля 1954) — советский футболист, нападающий, один из рекордсменов тольяттинской «Лады» по числу сыгранных матчей и забитых мячей.

## Карьера
Перед сезоном 1971 года перешёл из группы подготовки «Торпедо» в основной состав. Дебютировал в чемпионате 18 мая 1971 года в домашнем матче против саратовского «Сокола». Сыграв 7 матчей выбыл из команды ко второму кругу. В следующем сезоне играл в областном первенстве за местный «Рубин». В летнем перерыве чемпионата—1973 вернулся в «Торпедо», 30 августа забил первый гол (в ворота «Спартака» из Йошкар-Олы). В 1983 Сидоров вместе с Александром Бабановым и Евгением Федотовым переходит в куйбышевские «Крылья Советов». В 1985 году после нескольких великолепных сезонов порвал с футболом. Из-за жизненных неурядиц ненадолго вернулся в «Торпедо» в 1988 году.

## Достижения
- 1980 — Кубок РСФСР